# キャッツ・アンド・ドッグス
『キャッツ・アンド・ドッグス』は、HOUND DOGによるライブ・ビデオ。

## 解説
1985年4～9月に開催されたTYPHOON PARTY TOUR 1985での1985年8月10日の西武球場公演を収録。
2週間後に発売される新アルバム『Spirits!』から7曲を演奏した。「ff (フォルティシモ)」がシングルカットされて大ヒットする前だけに、3万人収容可能な西武球場に来たのは1万5千人だった。アンコールの際、コンサート中の負傷を克服して感極まった大友が「来年もここでやるぞ！」と誓った。その1986年8月10日「誓いの日」の西武球場公演では4万5千人が集まった。

## 収録曲
1. 嵐の金曜日
  - Welcome to The Rock'n Roll Show収録
2. Bad Boy Blues
  - Spirits!収録
3. GoGo!サタデイナイト
  - BRASH BOY収録
4. ff(フォルティシモ)
  - Spirits!収録
5. Magic
  - Spirits!収録
6. Danger
  - Spirits!収録
7. RAINY LADY GOOD-BYE
  - STAND PLAY収録
8. Midnight Boogie
  - BRASH BOY収録
9. 涙のフラワーロード
  - DREAMER収録
10. KNOCK ME TONIGHT
  - Spirits!収録
11. Hurry Up
  - DREAMER収録
12. Over Heat
  - Spirits!収録
13. Rock'n'roll Lariat
  - Nothing But Rock And Roll収録
14. ラスト・ヒーロー
  - BRASH BOY収録
  - 演奏中に演出用の特効花火が突如暴発、その火花が瞼を掠めた大友が負傷し、退場。演奏は最後まで継続。
15. アフター・コンサート
  - STAND PLAY収録
16. 今夜ハートで
  - DREAMER収録
17. 狼と踊れ
  - DREAMER収録
18. ラスト・シーン
  - Spirits!収録

## ミュージシャン
- 大友康平：リードボーカル
- 八島順一：ギター
- 西山毅：ギター
- 蓑輪単志：キーボード
- 鮫島秀樹：ベース
- 橋本章司：ドラム